# Gleißach
Die Gleißach, auch Gleißenbach genannt, ist ein Fließgewässer in der Stadt München und dem Landkreis München und gehört zum Flusssystem der Isar.

## Name
Der Bach wird im Jahr 1437 als gen der Gleusach erstmals schriftlich erwähnt. Der Name leitet sich vom germanischen Stamm **glīs- für 'glänzen, leuchten, schimmern' ab.

## Heutiger Verlauf
Die Quelle der Gleißach liegt im Johanneskirchener Moos nahe der Apenrader Straße. Der Bach verläuft im Wesentlichen nach Norden und fließt westlich am Feringasee vorbei. Beim Teichgut Birkenhof knickt er nach Westen ab und verläuft etwa 1 km lang parallel zu dem Kanal, der die Fischteiche des Teichguts mit Wasser versorgt. Dann wird er in einem Düker unter diesem Kanal und dem Mittlere-Isar-Kanal hindurchgeführt, wo er in den Seebach übergeht.
Die Gleißach bildet also mit dem Seebach ein durchgehendes Fließgewässer und wird auch im Kartendienst Gewässerbewirtschaftung des Bayerischen Landesamts für Umwelt unter der Bezeichnung „Seebach“ als einheitliches Fließgewässer geführt. Allerdings sind auch dort die beiden Abschnitte, also Gleißach und Seebach, durch unterschiedliche Farben voneinander unterschieden und mit verschiedenen Gewässerkennzahlen versehen.
Der einzige benannte Zufluss zur Gleißach ist der etwa 1,6 km lange Hirlgraben, auch Hierlgraben geschrieben, der im Ortskern von Johanneskirchen beginnt und bei der Siedlung Am Hierlbach in die Gleißach mündet.

## Historischer Verlauf
Ursprünglich bildete die heutige Gleißach den Oberlauf des Gleißenbachs. Dieser verlief ursprünglich von dem heutigen Knick der Gleißach aus weiter nach Norden und mündete in Ismaning in den Seebach.
Bei der Errichtung des Mittlere Isar-Kanals wurde die Gleißach nicht an ihrer ursprünglichen Stelle unter dem Kanal hindurch und in ihrem alten Bett weiter geführt, sondern erst ca. 1 km weiter nach Westen geleitet und dem Seebach zugeführt. Dieser hatte durch den Bau des gleichzeitig mit dem Mittlere Isar-Kanal errichteten Abfanggrabens seine Quellbäche verloren. Da er jedoch zum Treiben der Ismaninger Mühlen und eines Elektrizitätswerks diente, wurde das erforderliche Wasser nun über die Gleißach zugeführt.
Der Großteil des ursprünglichen Unterlaufs des Gleißenbachs nördlich des Mittlere-Isar-Kanals liegt heute trocken. Erst ab dem Bürgerpark Ismaning führt das Bachbett wieder Wasser und mündet im Ismaninger Ortskern in den Seebach.